# Henryk Wieniawski
Henryk Wieniawski (Lublin, 10 de julho de 1835 – 31 de março de 1880) foi um violinista e compositor polaco, considerado um dos maiores virtuosos do século XIX e comparado ao italiano Paganini.
Está sepultado no Cemitério de Powązki em Varsóvia.

## Trabalhos
Henryk Wieniawski foi considerado um violinista de grande habilidade e escreveu algumas obras muito importantes no repertório de violino, incluindo dois concertos de violino tecnicamente exigentes, o segundo dos quais (em Ré menor, 1862) é executado com mais frequência do que o primeiro (em Fá sustenido menor, 1853). Sua L'École moderne: 10 Études-caprices é uma obra muito conhecida para aspirantes a violinista. His Polonaise Brillante , op. 4, Scherzo-Tarantelle , Op. 16 e Légende , Op. 17 também são trabalhos realizados com frequência. Ele também escreveu vários mazurcas para violino com acompanhamento de piano (incluindo o popular Obertass em Sol maior), usando técnicas como pizzicato à esquerda, harmônicos, grandes saltos e paradas duplas.

## Composições
Obras publicadas, com números de opus
- Grand caprice fantastique, Op. 1
- Allegro de Sonate, Op. 2
- Souvenir de Posen, Op. 3
- Polonaise de Concert No. 1, Op. 4 (também conhecido como Polonaise brillante)
- Adagio élégiaque, Op. 5
- Souvenir de Moscow, 2 Romances Russos, Op. 6 (neste trabalho ele citou a canção de Alexander Egorovich Varlamov, The Red Sarafan)
- Capriccio-Valse, Op. 7
- Grand duo polonaise, para violino e piano, Op. 8
- Romance sans paroles et rondo elegant, Op. 9
- L'École moderne, 10 Études-Caprices, para violino solo, Op. 10
- Le Carnaval Russe, Improvisations and Variations, Op. 11
- 2 Mazurkas de Salon: Sielanka et Piesn Polska (Chanson polonaise), Op. 12
- Fantasie pastorale, Op. 13 (perdido)
- Concerto No. 1 em Fá menor, Op. 14
- Thème original varié, Op. 15
- Scherzo-Tarantelle, Op. 16
- Légende, Op. 17
- 8 Études-Caprices, for 2 violins, Op. 18
- 2 Mazurkas caractéristiques: Obertass et Dudziarz (Le Ménétrier), Op. 19  (NB: no. 2 é conhecido como "O Jogador da Gaita-de-foles" [ABRSM Vln Gr VIII Syllabus] e "The Village Fiddler" [Naxos Records])
- Fantaisie brillante sur Faust de Gounod, Op. 20
- Polonaise brillante, Op. 21
- Concerto No. 2 em Ré menor, Op. 22
- Giga em Mi menor, Op. 23
- Fantasie orientale, Op. 24

Obras não publicadas e obras sem números de opus
- Wariacje na Temat Własnego Mazurka (c. 1847)
- Ária com variações em mi maior (antes de 1848)
- Fantasia e variações em mi maior (1848)
- Noturno para violino solo (1848)
- Romance (c. 1848)
- Rondo Alla Polacca in E minor (1848)
- Duo Concertant em temas de Donizetti's Lucia di Lammermoor (c. 1850)
- Duo Concertant na Temat Hymnu Rosyjskiego A. Lwowa (c. 1850)
- Duo Concertant na Temat Rosyjskiej Melodii Ludowej (c. 1850)
- Fantasia on themes from Meyerbeer's Le prophète (oc. 1850)
- Mazur Wiejski (c. 1850)
- Fantasia sobre temas de Grétry's Richard Coeur-de-lion (c. 1851)
- Dueto sobre temas de canções finlandesas (c. 1851)
- Two Mazurkas (1851)
- Março (1851)
- Kujawiak in A minor (1853)
- Variações do hino russo (c.  1851)
- Variações da canção popular polonesa "Jechał Kozak Zza Dunaju" (c.  1851)
- Variações do Hino austríaco (1853)
- Rozumiem, pieśń na głos z fortepianem (1854)
- Souvenir de Lublin, polca de concerto (c. 1855)
- Fantasia sobre temas de Bellini's La sonnambula (c. 1855)
- Reminiscências de São Francisco (c. 1874)
- Kujawiak em dó maior
- Polonaise triomphale
- Rêverie in F sustenido menor, para viola e piano
- Concerto para violino nº 3 em lá menor? (1878, não publicado, desaparecido, Estreou em Moscou, 27 de dezembro de 1878)[2][3]